# DFL-Supercup 2022
DFL-Supercup 2022 bylo historicky třinácté jednozápasové utkání každoročně pořádané soutěže zvané DFL-Supercup. Účastníci soutěže byli dva - vítěz německé Bundesligy 2021/22 FC Bayern Mnichov, který se střetl s vítězem německého poháru ze stejné sezóny, mužstvem RB Leipzig.
Utkání se odehrálo 30. července 2022 na domácím hřišti Lipska v Red Bull Areně, Bayern zvítězil výsledkem 5:3 a stal se vítězem tohoto ročníku DFL-Supercupu.

## Detaily zápasu
| 30. 7. 2022 20:30 SELČ                     |               |                                                       |                                                                 |
| RB Leipzig                                 | 3 : 5 (0 : 3) | Bayern Mnichov                                        | Red Bull Arena, Lipsko diváci: 47 069 rozhodčí: Robert Schröder |
| Halstenberg 59' Nkunku 77' (pen.) Olmo 89' | Report        | 14' Musiala 31' Mané 45' Pavard 66' Gnabry 90+8' Sané | Red Bull Arena, Lipsko diváci: 47 069 rozhodčí: Robert Schröder |

| RB Leipzig | Bayern |

| B                | 1  | Péter Gulácsi      |       |       |
| SO               | 2  | Mohamed Simakan    | 36'   | 79'   |
| SO               | 4  | Willi Orban        |       |       |
| SO               | 23 | Marcel Halstenberg |       |       |
| PZ               | 16 | Lukas Klostermann  | 90+2' |       |
| SZ               | 27 | Konrad Laimer      |       |       |
| SZ               | 44 | Kevin Kampl        |       | 52'   |
| LZ               | 39 | Benjamin Henrichs  |       |       |
| RÚ               | 17 | Dominik Szoboszlai |       | 90+1' |
| CÚ               | 10 | Emil Forsberg      |       | 52'   |
| LÚ               | 18 | Christopher Nkunku |       | 70'   |
| Náhradníci:      |    |                    |       |       |
| B                | 21 | Janis Blaswich     |       |       |
| O                | 25 | Sanoussy Ba        |       |       |
| Z                | 7  | Dani Olmo          |       | 52'   |
| Z                | 8  | Amadou Haidara     |       | 90+1' |
| Z                | 24 | Xaver Schlager     |       |       |
| Z                | 38 | Hugo Novoa         |       | 79'   |
| Ú                | 19 | André Silva        |       | 52'   |
| Trenér:          |    |                    |       |       |
| Domenico Tedesco |    |                    |       |       |

| B                 | 1  | Manuel Neuer      | 90+7' |     |
| PO                | 5  | Benjamin Pavard   |       | 78' |
| SO                | 2  | Dayot Upamecano   |       | 78' |
| SO                | 21 | Lucas Hernández   | 73'   |     |
| LO                | 19 | Alphonso Davies   |       |     |
| SZ                | 18 | Marcel Sabitzer   |       |     |
| SZ                | 6  | Joshua Kimmich    | 64'   |     |
| PZ                | 25 | Thomas Müller     |       | 68' |
| LZ                | 42 | Jamal Musiala     |       | 60' |
| SÚ                | 7  | Serge Gnabry      |       | 78' |
| SÚ                | 17 | Sadio Mané        |       |     |
| Náhradníci:       |    |                   |       |     |
| B                 | 26 | Sven Ulreich      |       |     |
| O                 | 4  | Matthijs de Ligt  |       | 78' |
| O                 | 23 | Tanguy Nianzou    |       |     |
| O                 | 40 | Noussair Mazraoui |       | 78' |
| O                 | 44 | Josip Stanišić    |       |     |
| Z                 | 38 | Ryan Gravenberch  |       | 68' |
| Ú                 | 10 | Leroy Sané        | 87'   | 78' |
| Ú                 | 11 | Kingsley Coman    |       | 60' |
| Ú                 | 32 | Joshua Zirkzee    |       |     |
| Trenér:           |    |                   |       |     |
| Julian Nagelsmann |    |                   |       |     |

| Asistenti rozhodčího:: Jan Neitzel-Petersen René Rohde Čtvrtý rozhodčí: Patrick Ittrich |